# Precio variable
El precio variable es una estrategia de precios para los productos. Los ejemplos tradicionales incluyen subastas, mercados de valores, mercados de divisas, negociación, electricidad y descuentos. Los ejemplos más recientes, impulsados en parte por la reducción de los costos de transacción que utilizan la tecnología de la información moderna, incluyen la gestión del rendimiento y algunas formas de precios de congestión. Cada vez más, las instalaciones deportivas, como AT&T Park en San Francisco, han empleado precios variables para captar la mayor cantidad de ingresos posible de los consumidores y fanáticos. 

## Discusión
Debido a los avances en la tecnología, ha surgido otra variante de los precios variables, llamada "precios en tiempo real". En algunos mercados, los eventos ocurren tan rápido que no hay tiempo suficiente para establecer un precio fijo o participar en largas negociaciones. Para cuando tenga toda la información para determinar un precio, todo habrá cambiado. Los ejemplos incluyen boletos de avión, mercados de valores y mercados de divisas. En cada caso los precios pueden cambiar en menos de un segundo. Al vincular a todos los participantes del mercado a través de conexiones a Internet, los cambios en los precios se difunden instantáneamente a medida que ocurren. 
Una variante de los precios en tiempo real es el modelo de negocio de subastas en línea (como eBay). Todos los participantes pueden ver los cambios de precios poco después de que se produzcan (técnicamente, esto no es un precio en tiempo real porque hay un retraso incorporado en el sistema de eBay). Las subastas tradicionales son ineficientes porque requieren que los oferentes (o sus representantes) estén físicamente presentes. Al resolver este problema, las subastas en línea reducen los costos de transacción para los oferentes, aumentan el número de oferentes y aumentan el precio promedio de la oferta. 
Las ventas son un ejemplo tradicional de precios discriminatorios. Durante la temporada de compras navideñas los precios son altos. Otros ejemplos de ventas se producen en diversos productos, como electrodomésticos y automóviles. Los aparatos electrónicos, lavadoras/secadoras, etc. suelen tener una temporada del año en la que se realizan las ventas. Los autos se venden con descuentos antes del nuevo año modelo. Los precios discriminatorios no siempre son malos. Ayuda a las personas que quieren/no pueden pagar la "lista" o incluso el precio en la calle la oportunidad de comprar a un mejor precio si están dispuestos a esperar y/o comprar modelos más antiguos. Al mismo tiempo, ayuda a los comerciantes a eliminar las acciones y/o artículos viejos que juzgaron mal el mercado. 
Este tipo de discriminación de precios es ampliamente utilizado por las compañías de alquiler de automóviles. Por lo general, esas empresas necesitan saber cuál es su país de residencia para poder ajustar el precio. Dependiendo de la respuesta, puede obtener cotizaciones significativamente diferentes para el mismo vehículo, fecha y hora de alquiler. También es cierto cuando se accede al sitio de alquiler de automóviles a través del sitio principal de .com. 
El precio de la electricidad en tiempo real permite cobrar precios más altos cuando la demanda es mayor, lo que se espera que reduzca el uso real durante los períodos de mayor demanda, lo que aumenta los costos de producción porque impulsa la expansión de equipos costosos. 